# گل خشخاش (فیلم)
گل خشخاش فیلمی به کارگردانی داریوش کوشان و نویسندگی جمشید صداقت‌نژاد در سال ۱۳۵۵ خورشیدی است. گل خشخاش به تهیه کنندگی اسماعیل کوشان محصول استودیو پارس فیلم می‌باشد.

## بازیگران
- فرخ ساجدی
- داریوش معینی
- لیلا فروهر
- علی میری
- محسن مهدوی
- حسن رضایی
- علی زاهدی
- جهانگیر فروهر

## داستان فیلم
در خلاصه داستانی که یا از سوی تیم رسانه‌ای اثر و یا توسط دیگر رسانه‌ها درباره داستان گل خشخاش منتشر شده است، می‌خوانیم: «مباشر مرد متمولی با دسیسه اربابش را به قتل رسانیده و آن را یک حادثه جلوه می‌دهد. پسر و دختر او را معتاد و مقروضشان کرده و سپس ...

## بازیگران
- فرخ ساجدی به نقش فرخ
- لیلا فروهر به نقش شیرین
- داریوش معینی به نقش علی
- محسن مهدوی به نقش محمود
- علی زاهدی
- جهانگیر فروهر
- فریور
- حسن رضایی
- علی میری

## گروه موسیقی
- انوشیروان روحانی: آهنگساز
- نظام فاطمی: ترانه‌سرا
- لیلا فروهر: خواننده
- روبیک منصوری: موسیقی متن

## نمایش فیلم
فیلم «گل خشخاش» برای بار نخست در تاریخ چهارشنبه ۶ مرداد سال ۱۳۵۵ در ۱۰ سینما در تهران و شهرستانها به نمایش درآمد . این فیلم جایگزین فیلم تنهایی (اسماعیل پورسعید) در سینماهای تهران شد.
سینماهای نمایش‌دهنده فیلم گل خشخاش در تهران شامل اونیورسال، پاسیفیک، ایران، ساینا، تیسفون، رنگین کمان، موناکو، پرسپولیس، کارون و دریا بودند. همزمان فیلم در سینماهای شهرستانهای اصفهان (چهارباغ- مهتاب)، شیراز (پرسپولیس- تخت جمشید)، مشهد (آسیا - سانترال)، رشت (آسیا)، اهواز (دنیا)، تبریز (آریا) و اندیمشک (پارادیا) نیز به نمایش درآمد.
فیلم «گل خشخاش» پس از سه هفته نمایش در تهران، در گروه سینمایی فوق در تاریخ چهارشنبه ۲۷ مرداد ۱۳۵۵ جای خود را به فیلم پیش‌کسوت (محمد رضا فاضلی) داد .